# Blekskaftad nållav
Blekskaftad nållav (Chaenotheca cinerea) är en lavart som först beskrevs av Christiaan Hendrik Persoon, och fick sitt nu gällande namn av Tibell. Blekskaftad nållav ingår i släktet Chaenotheca och familjen Coniocybaceae.  Arten är reproducerande i Sverige. Inga underarter finns listade i Catalogue of Life.